# 陣内流柔術武闘伝 真島クンすっとばす!!
『陣内流柔術武闘伝 真島クンすっとばす!!』（じんないりゅうじゅうじゅつぶとうでん まじまクンすっとばす）は、にわのまことによる日本の格闘アクション漫画。『週刊少年ジャンプ』（集英社）において、1995年11号から1998年まで連載された。全15巻。
2009年4月15日発売の『コミックBREAK』（日本文芸社刊）創刊号より、約6年後を舞台にしミステリーの要素を取り入れた続編『陣内流柔術流浪伝 真島、爆ぜる!!』の連載が開始される。2009年10月の7号をもって『コミックBREAK』が紙媒体刊行終了したため、以降は『週刊漫画ゴラク』（同社）2009年11月20日号より移籍連載された。2014年『別冊漫画ゴラク』（同社）にて連載。その後にWEBコミック『ゴラクエッグ』にて連載され、2021年4月末に連載終了した。累計販売部数は160万部を突破している。

## 概要
- 「真島クンすっとばす!!」では柔術を学ぶ少年がライバル達との戦いで成長していく姿を描いている。柔術を総合格闘技として捉えているが、打撃メインの光臨館編、次いで投げと極めメインの向道館編を経てから総合格闘技のGIGAバトル編となる。終盤はそれまで行われていたランキングバトルから外れて、裏社会に身一つで挑まんとする主人公に今まで戦ったライバルたちが加勢に現れる急展開で終わる。
- 「真島、爆ぜる!!」では総合格闘技とミステリーを絡めたストーリーが展開される。前作ラストの少年誌らしい終わりは否定され仲間は生死不明の重傷を負い主人公も敵の手に落ちたことで精神を操作されている。WEB移行後の真島、爆ぜる!!は更新ペースが落ちており、2018年後半から2019年後半までは1年間未更新だった。こちらも最終話は駆け足で完結する(一応の区切りはつけている)。

## あらすじ

### 本編「真島クンすっとばす!!」
戦国時代に合戦の組打から生まれた武術・陣内流柔術。その使い手である主人公真島零は中学生時代は不良であったが、高校生になって陣内流史上最強と言われる八代目宗家・城之内将士を超えるため、世界最強の格闘家を目指す。その過程で様々な武道・流派と闘い、成長していく。

## 武術

### 陣内流柔術
戦国時代、仙台藩御留流家臣、陣内佐十郎重直が興した流派。500年の歴史を持つ。他門に敗れたことはないとされ、格闘家の間で一目置かれる存在。モデルは柳生心眼流であり、実在する技も作中に登場している。
手技
楔（くさび）
相手の打撃に対して肘で受ける。カウンター狙い。
獅子噛（ししかみ）
瞬転当。最も攻撃しやすい体勢に持っていく。
鉄菱（てつびし）
先勢拳（親指を握り込み、中指の関節部分を突き出した拳の握り）。急所を突く事を前提とした打法。
丸鍔（まるつば）
顎の下からの振り打ち。
差股（さすまた）
相手の死角をついて、両膝に当身を入れる。
百重刺（ももえざし）
攻撃を繰り出した相手の腕・足の急所を満遍なく乱打する。
星兜（ほしかぶと）
上段肘当。敵の頭上から肘を振り下ろす。
打鎰（うちかぎ）
相手の受身を封じて自滅を誘う。

回転蹴当陣内流には、十八ヶ条の回転蹴当が存在する。
後独楽（うしろごま）
主に膝を狙った蹴当。陣内流の後ろ回し蹴り。
陽炎（かげろう）
最初の振り足をフェイントにした二段の飛び回し膝蹴り。その振りが速いほど、実体である反対足の膝蹴りの威力が増す。
不知火（しらぬい）
相手の突きを受けると同時に足を出し、相手の突きの威力を利用してカウンターで顎を蹴り上げる。
巻雲（まきぐも）
真後ろの相手に対して蹴りを入れる。
廻鉢（まわりばち）
相手の首に巻きつくように飛びかかり、実体は回転膝蹴り。フェイント要素もある。
鉄鞭（かなむち）
一旦相手の攻撃を受けてからの前回し蹴り。カウンター狙い。
曲輪（ぐるわ）
2度の蹴りのフェイントを経て、実体は振り上げる踵蹴り。月形が得意としている。日本に伝わる十八ヶ条に存在しない技。

蹴当
山階羽（さんがいばね）
高所から飛び降りて、上段・中段・下段と一気に蹴りを入れる。金兄弟戦で月形が披露。
水蜘蛛（みずぐも）
相手のアキレス腱を狙った踵蹴り。
吹き返し
相手の手首などを極め、膝蹴りで返す。

周転当身術
鬼会（おにだまり）
山勢巌の構えから入る技の打撃を払い、肘に当身を入れ、そのまま肘で脇腹に当身を入れる。足を払いながら、肩で肋骨あるいは鳩尾に当身を入れる。うまく決まれば、相手を相当に吹き飛ばすことが可能。真島は一時期、この技を多用したため、必殺技扱いされるほどだった。
巻鎖（まきぐさり）
下段蹴りと見せかけて実体は裏拳。フェイント要素もある。
膝丸（ひざまる）
鬼会の変化技。上段の蹴りを受け、膝に拳当肘と二段を入れ、そのまま投げ足を掴み。軸足を払って

投げ技
片羽斬（かたはぎり）
相手が突いてきた所をかわし、肘関節を極め、後ろに投げる。
国崩（くにくずし）
相手の投げをかわし、逆に投げる。
旋風台（せんぷうだい）
首を絞め、肘関節を極めて投げる。投げた後に極めた関節を折る、または絞め落とす。
連城砲（れんじょうほう）
両肘関節を壊し、さらに金的をも蹴り上げる捨身技。
蛇頭砕（じゃとうくだき）
首を極めて投げる。
逆鉾（さかほこ）
相手の身体を逆さから投げ落とす。
達磨投（だるまなげ）
相手の受身を封じて投げ落とす。

極め技
片羽絞（かたはじめ）
片腕を極めて首を絞める。
鐙（あぶみ）
アキレス腱固め。
蝶形（ちょうなり）
腕拉ぎ逆十字。両足を交差させて反対側の腕を抑え込み、外れにくくする。
捻芭蕉（ねじりばしょう）
両膝関節を捻る。足首など足の関節を万遍なく極め、ダメージを与える
三目札（みつめざね）
踝、膝、股の足関節3ヶ所の同時極め。

構え
斬鉄の構え
両手の甲を相手に向け、体を丸め中心線上の急所を守る。手の甲を相手に向けるのは腕の内側の血管や神経を守るためである。刃物を持った相手に有効な構え。
天地陰陽（てんちいんよう）の構え
右手は上丹田、左手は下丹田に持って行き、半身に構える。中丹田を中心に力のエネルギーが循環し、あらゆる技への転換が可能。
山勢厳（さんせいがん）の構え
天地陰陽の構えと対を成す構え。左手は上丹田、右手は中丹田に構える。原理は同じ。
無為（むい）の構え
両手共に下丹田に正面に構える。一見してノーガードのように見える。

裏手
雷車（いかずちぐるま）
両腕を逆に交差させて、肘関節をめそのまま投げる。受身を封じ脳天から地面に叩き落す。いわゆる十字背負いである。
漆折（うるしおり）
相手の蹴り足に足を掛け、膝に全体重を乗せ踏みつけることで、膝を折る。
丸筏（まるいかだ）
片足を丸め、仰け反った状態で脊髄を鉄菱で破壊する。城之内将士が月形錯羅の祖父となる息子・広士を再起不能にさせた技。
逆鷹の羽（さかたかのは）
肘を極めた裏投げ。

奥義
超丹田（ちょうたんでん）
気を練り、巨躯に対応するほどの力を得る。応用で腹を肚に変えることも可能。

秘伝
千人殺（せんにんごろし）
相手の腹へ圧拳を乗せ、その上にさらに圧拳を打ち込み、衝撃で臓器にダメージを与える掌底重ね打ち。目的は内臓を破壊することで、語源はあたかも仙人（せんにん）が何の外傷も与えずに相手を倒す様に似ているところからきている。戦国時代では 鎧の上から相手にダメージを与えるための技だった
二天鋲（にてんのびょう）
圧拳で腹を打ち、さらにアッパー気味に変化させることで、顎へ圧拳と腹への肘打ちと圧拳を同時に打ち込む。真島が碇との試合で使い、同時に決め技となった。
雷電光（らいでんこう）
掌を腹部に当て、指をかけて回転させることで肋骨を粉砕し、内臓を破壊する。

活法
神活（しんかつ）
柔術（殺活法）の特性が活かされた技。心停止した者の心臓に圧拳で気を送り、心臓を動かし拍動を促せる。

## 登場人物

### 陣内流柔術一門
真島 零（まじま れい）
本編の主人公。深見高校一年D組。4月29日生まれ。16歳。身長177cm、体重78kg。前髪と襟足を緑色のメッシュにしている。強気な性格で強敵にも果敢に立ち向かうが、高いところは大の苦手。調子に乗りやすくオープンスケベ、正義感が強いという少年誌主人公の要素を持っている。それ故に多くの人々に好かれている。小学生の頃から喧嘩に明け暮れていたようで高校生に負けて涙する場面がある。その頃出会った望月土武郎に緑頭と言われている。中学生の頃は名の知れた不良であり、その頃の髪型はリーゼント。奈月からは「中学の時はこんなのイナイよってくらい髪はハデなグリーンに染めて暴力沙汰は数知れず」とまで言われている。
小学生の頃、コンビニにて強盗事件に遭遇したところを望月土武郎に救われた。それ以来は陣内流の最強のイメージに惹かれる。「鉄菱拳立て伏せ100回」の入門課題がこなせなかったが、課題をクリアする頃には以前とは別人のような肉体へと変わっていった。
高校入学を機に心機一転し、ヤンキーを辞めて、彼の夢である世界最強の格闘家（オトコ）を目指している。

続編『真島、爆ぜる!!』では、何者かによって6年間の渡米の記憶を消されてしまい、それにまつわる奇怪な事件に巻き込まれる。記憶を消されてはいるが、その肉体や戦闘技術に衰えは無く、子供や美沙を暴漢から守るなど、根本的な所に変化は無い。美沙にも想いを伝えるが断られている。土武郎達を探す足場固めの為、陣内流道場を立ち上げる。亜利雛に対して彼女が自身の能力に苦悩する姿から「放って置けない」という想いを抱いている。2年前まで「ヴリルランド」に居た事が判明した。
望月 土武郎（もちづき どぶろう）
陣内流柔術第11代目宗家。免許皆伝の允許を持ち、柔道も黒帯の腕前。「陣内流柔術教授所」を構えてはいるが、生計はおもに接骨医を営むことで立てている。その強さは光臨館館長・桜井軍侍を倒し、若かりし頃にはアメリカにて異種格闘技戦で無類の強さを誇った。レーザーズ・エッジ（剃刀の刃）の異名を持つ。ちなみに結婚していたこともあるらしいが、妻には逃げられているらしい。
続編『真島、爆ぜる!!』でも登場する。生死不明であったが、最終回で無事救出された。
城之内 将士（じょうのうち まさし）
陣内流柔術第8代目宗家。陣内流史上最強と謳われる。また、明治時代に入るまで伝統古武道であった陣内流に合理的近代化を加えて発展させた「近代祖」といわれる人物でもあり、従来の組打に、蹴当（けりあて。回し蹴り等の足技のこと）を組み込んだ。その技により、警視庁の格技選定を争う柔術諸派の中で唯一柔道を破った。毎日、鉄菱拳立て伏せ3000回をこなし、その拳は瓦15枚を割ったといわれる。単身アメリカに渡り、異種格闘技戦で20年間、全くの無敗を守った。
その後、南下してブラジルに居を構え、一子・広士を儲ける。彼に陣内流の全てを継承させる予定だったが、広士が陣内流で悪事を働いたため激昂。2人は対決したが、実力は将士の足元にも及ばない広士を瞬時に捕まえ、殺法「丸筏」によって脊髄を破壊し再起不能とした上で、勘当した。そして将士は陣内流を伝承させるために日本に帰国し、弟子に陣内流を伝えた。
月形 錯羅（つきがた さくら）
城之内将士の曾孫。広士の孫。18歳。広士が勘当されてからは城之内を名乗ることが許されず、月形を名乗っている。8歳までブラジルで育ち、ブラジルで総合格闘技の道場を経営する神崎家が天涯孤独となった錯羅を親身になって目をかけた。神崎の娘、ステラとは幼馴染。その後、群馬の禅寺の日輪僧堂の住職、平塚泉遊のもとに預けられる。泉遊の孫のさよ子とは幼馴染。
運動神経が抜群であり、蹴当が得意。小柄な体を生かした跳躍力で相手を翻弄する。だが、真島との対決以降、真島の対戦相手に敗北して彼の怒りを引き出すといったかませ犬としての役割が多い。見た目に似合わずかなりの大食漢。
続編『真島、爆ぜる!!』ではブラジルに戻っているとのことだったが、実は群馬に潜伏していた。三浦と連絡を取り合っており、小鹿の病院で古澤の部下に拉致されそうになった亜利雛を助けると同時に新生陣内流と合流する。メグちゃんを襲った暴漢こと「佐々木剣」を過去の試合で倒している。
三浦 初（みうら はじめ）
真島のクラスメイトで友達（ダチ）。正式に陣内流に入門してはいないが、陣内流の古文書の解読やトレーニングマネジメント、セコンドなど、真島のサポートを務める。貧弱ないじめられっ子だったが、真島に付き合って道場で一緒に稽古をするうちに、ある程度の技を習得したようである。
続編『真島、爆ぜる!!』では真島、土武郎、月形のいない道場を自発的に守っており、もはや真島と陣内流柔術に必要不可欠な人物。ブラジリアン柔術の道場に出入りしたり、社会人として大手のスポーツ用品メーカーで勤める傍ら稽古に励んでいた。気弱さは相変わらずであるが、新道場設立の際には真島と共に演武を披露する程の腕前に達した模様。身長173cm、体重71kgと顔立ちや体格も逞しくなっている。真島と美沙共通の友人でもある高校時代のクラスメイト・沢村奈月と交際をしている。
神崎 光二郎
望月土武郎の元弟子。若いころ、陣内流柔術を学んだことがある。
陣内流柔術の歴史にも興味を持ち20代の頃に城之内将士のルーツを追いかけブラジルへ向かう。ブラジル人女性と結婚し1女を儲け、現在は総合格闘技の道場を経営している。
玉本 英夫
通称・タマ。別の格闘技道場に所属していたが、真島に惹かれ、陣内流柔術道場をサポートするフリーター。『真島、爆ぜる!!』より登場。
メグちゃんと美沙が暴漢に襲われているのを真島が助けた場面にウシケンと共に居合わせたのが、陣内流との出会いである。打撃が得意。
亜利雛に好意を抱いており、彼女に対して疑念を抱く三浦を咎める事がある。
牛尾 健一
通称・ウシケン。タマと同じ格闘技道場に所属していたが、陣内流に理想の格闘技を見出し、道場をサポートする。柔術の使い手。実家のコンビニで働いている。『真島、爆ぜる!!』より登場。
八代 和幸
古澤の運転手兼ボディガードであり、海外で仕事を失って落ちぶれたプロレスラーという経歴を持つ男性。通称「カズ」。だが、ただならぬパワーとタフネスを持っており、真島と渡り合える実力を持っている。義理堅く実直な性格の持ち主で自身が怪我をさせてしまった親友「ジャック・ドノバン」の治療費を世話してくれた古澤に恩義を抱いており、使い捨てにされて一方的に解雇された後も変わっていなかった。だが、古澤の暴力によって変形された女性の顔を視て義憤を覚えている。
新道場の落成式で真島と戦い、敗北後に古澤に解雇される。互いに懸命に戦った事で彼に対して信じられる物を見出した真島によって新生陣内流の一員となる。
土武郎の事を知っている様だが、古澤に口止めされている。真島達は彼の気持ちを尊重し、それを咎める事も問い詰める事もしていない。三浦の試合後に見た真島と三浦を姿を見て彼らに自分の知っている事を全て話す事を決意する。髪型はジャックにより、彼の師匠であるレスラー「バズ・アクロイド」を模した物である。

### 光臨館一門
若き日の桜井軍侍が創設したフルコンタクト空手の流派。通常の試合、組手では現実の多くのフルコンタクト空手流派のルールを踏襲しており、素手での顔面攻撃を禁ずるが、全日本大会の決勝に限り拳サポーター着用のうえそれが許可される。設立当初は「殺人組手」「ケンカ空手」を掲げており、あまりの過激さのため高校生以下は入門すら許さなかった。歴史を重ねるにつれ、徐々に時代に合った形へ変化を遂げ、全国に支部を展開するまでとなった。
続編『真島、爆ぜる!!』では総合格闘技の台頭に伴い、門下生の離脱でかつての栄華はなくなっている。
野々宮 拓馬
光臨館総本部所属。初段。16歳。
光臨館全日本空手道選手権大会　ベスト8　1回（第20回）
幼なじみの桜井美沙に好意を寄せる。
真島と闘い、互いの強さを認め合う仲となる。
高校生ながら卓越した技術と強さを兼ね備え、特例で光臨館の大会に出場。
大会後は高校を中退し、アメリカに渡りGIGAと契約する。
蹴り技が得意。初期はリーゼントだったが、終盤再登場した時は、長髪の金髪に髪型を変えていた。
続編『真島、爆ぜる!!』では土武郎共々生死不明だったが、最終回で無事救出された。
桜井 美沙
光臨館総本部所属。女子の部に学ぶ。16歳。
光臨館館長・桜井軍侍の一人娘。
本作のヒロイン。武術に対する知識を持ち、幼馴染でもある野々宮に好意を寄せる。あからさまに自身への好意を見せる真島に対しても心揺れている。友人の奈月からハッキリしろと問い詰められた際には、「拓馬くんも真島クンも　スッゴク大切な人だし　好きだし　でも付き合うとか　そんな・・」と答えている。このような態度から拓馬と真島が美沙を巡っては対立することもしばしば。自分に好意を見せる真島がステラを始めとした他の女性と仲良くしていると嫉妬するといった我侭な一面を持っている。しかし6年後が舞台の続編ではいまだ行方知れずの野々宮への思いに気づいた美沙は真島の告白を一蹴している。
続編『真島、爆ぜる!!』ではOLとして登場している。上述の様に真島の告白を一蹴した事と亜利雛の登場でヒロインの座から外れる。
桜井 軍侍
光臨館館長。若かりし頃、野試合で連戦連勝であったが望月土武郎と闘い、唯一敗れる。
それを天命と受け、光臨館空手を創設し、完成させた。その力は蹴りでサンドバッグを180度揺らし、突きで机を割る。
当時8歳の碇章吾を内弟子として育てた。
真島から名前を呼ばれる時は「桜井カンチョー」と表記される。
続編『真島、爆ぜる!!』でも登場。
碇 章吾
光臨館神奈川支部長（第20回大会後、アメリカ・デンバー支部長就任）。空手師範で四段。身長198cm。体重119kg。
通称「拳帝」。27歳。妻子あり。
光臨館全日本空手道選手権大会　優勝5回（第15回から第19回）、準優勝1回（第20回）
幼少時、一家離散で路頭に迷い、桜井軍侍の下に内弟子として入門。空手家の道を歩む。
軍侍が敗れて以後、何かに憑かれたかのように必死に鍛錬し、その拳は人の領域を超えるほどまでに至り、真島をして「凶器と呼べるのは彼の拳のみ」と言わしめるほど。加えて全身をウェイトトレーニングで徹底的にビルドアップ、「筋肉の鎧」をまとうことで通常の突き、蹴りではほとんどダメージを受けないほどの打たれ強さを身につけている。
3mの距離に置いたローソクの炎を拳の風圧で消すという伝説を持つ男。
5年連続覇者として臨んだ大会で真島に敗れたのち、現役を引退。自身の夢であるアメリカで光臨館空手を広めるため、デンバー支部長として渡米する。
『真島 爆ぜる!!』では最終回に登場し、ヴリルランドの格闘家達を一蹴する活躍を見せ、土武郎達の救出に貢献した。
内藤 誠示
光臨館大阪支部所属（碇引退後、神奈川支部へ移る）。三段。通称「ミナミの壊し屋（ボーン・クラッシャー）」。20歳。
光臨館全日本空手道選手権大会　準優勝1回（第19回）
普段の職業は黒服だが、ヤクザなどを追い払う用心棒として働く。大の女好きで、美女や美少女を見つけてはナンパしている。
光臨館では碇に次いでトップクラスの実力を持つ空手家。自分を殺せるのは「それこそヤッさんの拳銃（チャカ）くらい」と豪語する。2m以上の長身から振り下ろすスカイフック（鎖骨折り右フック＝鉤突き）が得意技で、この技は彼の代名詞にもなっている。
かなりサディスティックで、相手が自分の攻撃で苦しむさまを見て楽しむが、真島との戦いを通し真剣勝負の楽しさを知る。ただし、観月とのケンカで凶器を振るうなど凶暴な姿を再び見せたように、非情な面は失われてはいない。それでも真島との試合以降は気のいい面を見せ、たびたび真島に助言や協力をしている。
続編『真島、爆ぜる!!』では歌舞伎町に存在するホストクラブの店長をしている。日下部の連絡を受け、多数の薬物中毒者達と戦う真島を助けに来る。
小田原 広美
光臨館高知支部所属。二段。通称「永久機関」。26歳。
光臨館全日本空手道選手権大会　準優勝1回（第17回）
碇を（一方的に）ライバル視している。高いスタミナを利した乱打を得意とする。基本的には突き技重視のスタイルだが、木製バット7本を叩き折るローキックも使う。
格闘技の解説者としても活躍。
続編『真島、爆ぜる!!』では人材不足のため総本部へ訪れ、桜井館長とともに指導を行っている。
大河内 司
光臨館北海道支部所属。三段。
光臨館全日本空手道選手権大会　準優勝1回（第18回）
コンビネーションが得意だが、真島にはなすすべなく敗れる。
三村
光臨館総本部所属。
野々宮の実力に嫉妬し、赤竜塾を使って潰そうとしたが失敗。
最後は内藤のスカイフックによって病院送りにされる。

### 他流派
津村樹矢
誠風会所属。通称「光の志士」。21歳。
普段は埼玉県の道場で小学生を相手に指導している。今回、自分の力試しのため参戦。身長180cm、体重81kg。
他流派ながら初出場でベスト4まで勝ち進む。
大会中に真島と知り合い、セコンドとして真島にアドバイスを送る兄的存在でもある。準決勝では碇の正拳突きにより心肺停止の状況に追い込まれたが、真島によって蘇生され一命を取り留めた。
沢村奈月に想いを寄せられていたが、断っている。
高見
赤竜塾主宰。
赤竜塾を立ち上げる前は創成期の光臨館に所属していたが、自身の起こしたケンカにより破門される。
碇の兄弟子でもあり、下積み時代の碇に正拳突きを教えたのは彼である。本編で描写されていない間に改心し、真島を応援する様になっていた。
『真島、爆ぜる!!』にも登場。麻薬に手を出した息子の「安志」の事を助けて欲しいと真島に涙ながらに頼み込む。
下柳笑介
赤竜塾所属。31歳。
「金時会館所属」と身元を偽り、大会に参加。
本職はプロレスラーで試合のときは覆面レスラーとして活躍している。ベスト4まで勝ち進むも、準決勝で真島に敗れる。身長206cm、体重160kg。

### 向道館一門
観月 裕紀
86kg級オリンピック候補の柔道家。通称「柔の神童」。18歳。高校では金鷲旗、インターハイといったタイトルはことごとく受賞。
「試合は死合い」という信念を持ち、得意技は独自改良した垂直落下式の内股「ツイスター」。禁じ手「山嵐」や「外巻き込み」も使用。いじめられっ子だった自分を強く鍛え上げた姉を深く敬愛しており、彼女の為なら何でもする事を決意している。
内藤よりさらにサディスティックな性格で、関節技で内藤の腕や肩を脱臼させたり、片羽締めで月形の気管を潰し吐血させたりした。その後真島と一騎討ちをするも、捻芭蕉の前に敗北を認めた。
続編『真島、爆ぜる!!』では海外に留学中であると真島に伝えられている。
観月 ひみか
裕紀の姉。先祖が過去に陣内流に敗れた報復を誓い、いじめられっ子だった弟をスパルタ教育でしごいて成長させる。20歳。
スーパーモデル並の美貌を持つが性格は最悪で、いわゆる「女王様」タイプ。裕紀の事も操り人形同然に扱っていたが、真島との戦いで傷つく裕紀の姿と彼の自分に対する真摯な想いを見て、弟への愛情を思い出し改心。陣内流柔術抹消の誓約書を自ら破り捨てた。
続編『真島、爆ぜる!!』でも登場。以前、弟に叩きのめさせた内藤と6年の間にすっかり打ち解けている。彼と一緒に真島とニードルの試合を観戦する。
日下部　洸
観月家の執事。柔道五段で巨体。体格をいかし真島を苦しめるが敗れる。月形が観月に痛め付けられた姿を見て逆上した真島に嬲り物にされかけた事がある。
続編『真島、爆ぜる!!』にも登場。警察関係者に知り合いがいるなど、友好関係は広い模様。強い霊感を持っている。
観月 義竜
ひみか、裕紀兄弟の曽祖父。「向道館四天王」の一人。
明治19年の警視庁武術大会で城之内将士と戦い、敗れる。
破れたのちは酒に溺れるようになり、寂しく死んでいった。
村上 泰仁
84年ロス五輪の無差別級金メダリストであり、柔道の全日本監督。

### GIGA
デビット・チャン
白星蟷螂拳の使い手。異種格闘技戦で父親「グレッグ・チャン」を望月土武郎に殺された過去を持つ。その為、彼を憎んでいるが、同時に彼の力量を認めてもいる。
瓶入りのコーヒー牛乳が好物。自身に好意を寄せる女子高生のタレントに真島を探らせていた。終盤にてJ・Jに無実の罪を着せられ、土武郎と戦うことなく殺された。最後に夢を追いかける真島に気付かぬうちに嫉妬していたことを告白し、来世では同じ夢を、と願いながら逝った。
松原菜々子
GIGAのラウンドガール。芸能プロダクションに所属し、モデルとしても活躍する美女。チャンの指令で真島に近づき、情報を盗むスパイとして働いた。
J・J
本名不詳。チャンの上司に当たる、GIGA運営委員会の1人。その立場は自らの拳でのし上がり獲得したもの。重いジャブを打ち、野々宮をひるませたが、最後はデビットを殺したことに怒った真島達に粉砕された。
ウィッチ
GIGAバトル監査室々長。J・Jを撃ち殺した。名前の通りに魔女の様なトンガリ帽子を被っている。血を見て喜ぶ残忍な性格をした巨乳の美女。真島の回想に登場し、4年前の回想では真島と男女の仲になっていた。
高校生の時点で女性と付き合った経験が無い真島にとって唯一の女性かもしれない。
クリス・デービス
プロフェッショナルボクシングウェルター級の元ベルト保持者。別名「スネーク」デービス。その異名の元となった長い腕を利したパンチを駆使し、真島のデビュー戦の相手に指名され名勝負を繰り広げる。後にGIGAによってセコンド共々射殺されてしまう。
バズ・アクロイド
マディソン・スクエア・ガーデンでのメインイベンターだったレスラー。別名「圧殺獣」。土武郎と対戦し、かつてレスラーの首を折ったことがあるいわく付きの技、マンハッタンスパイク（雪崩式のDDT）を決めるが、まったく歯がたたず、土武郎の奥義の前に敗れる。2年後に真島と戦い、彼に敗れる。
他のバトラー達の会話から傲慢な性格で人望が無いらしいが、弟子である「ジャック・ドノバン」とは強い絆で結ばれている様である。
明星山
ハワイ出身の元横綱。圧倒的なパワーを誇る。
親方に帰化を勧められた際、母国を侮辱された発言をきっかけに親方を半殺しにするなど事件を起こし、角界にいられなくなる。
真島との対戦後に金文世に始末され、再起不能の怪我を負わされた。
体重のせいもあって、ひどく膝を傷めている。
金（キム）兄弟
テコンドーの使い手で双子の兄弟。兄・金文世（ムンセ）と弟・金相宇（サンウ）。
相宇は韓国屈指の有名選手。文世は過去に受けた暴行事件で右足の踵の骨を砕かれたため、代わりにセラミックを埋め込んでいる。
GIGA参戦以前は、文世は弟の対戦相手を裏で始末する係だった。後に明星山を始末するが真島との対戦で自らの格闘に対する情熱を取り戻し改心した。
兄弟揃って美形であり、彼等の試合を観戦しに来た女性ファンで会場の席のほとんどが埋まるほど。
続編『真島、爆ぜる!!』でも登場。相宇は駐車場で射殺され、文世は記憶を改竄されて覆面選手『ニードル』として真島と戦う。何者かに弟と恩人を真島に殺されたと思い込まされている。
ガルーダ・ムアリンスン (ครุฑ เมืองสุรินทร์)
ムエタイ屈指の使い手。試合に勝つたびに背中にガルーダの羽根の彫物をする。
かつてタイの国営競技場ルンピニー・スタジアムにおいて、賭けが成立しないほどの強さを持つ選手だった。
得意技は飛び膝蹴りを決めそのまま回転し、後頭部に肘打ちを決めるフォーン・レプ。
続編『真島、爆ぜる!!』でも登場。トレーナーのモンサワンが何者かに殺害されるが、ガルーダ本人は無事救出された。
グレゴリー・ディアギレフ
ロシア人。趣味で人殺しを楽しむ男。コマンドサンボの使い手。チャンの首を折り息の根を止めるが、怒った真島に敗れる。
続編『真島、爆ぜる!!』では、何事も無かったかのように再び立ち上がり、ドラッグを打たれるなどして野々宮・真島と連戦で激闘を繰り広げる。その際に彼の過去も描かれ、冷酷な戦闘狂の殺人マシーンの様に見せた彼の内には、国を裏切った親友を軍人として葬った哀しみがあった。
キング（グラン・ゴメス）
異種格闘技“GIGA”で頂点に君臨する謎多き男。
全ての格闘技（一般的な格闘技だけでなく、民族のみに伝わる格闘技や陣内流柔術なども含む）に通じている。真島の攻撃を抑え、GIGAの戦士2人を瞬時に絞め落とすなど、実力の一端を見せる。しかし、連載が打ち切りとなったため、正式な試合シーンが描かれることは無かった。
真島は彼から碇以上の威圧感を受け、圧倒された。
続編『真島、爆ぜる!!』では、時期は不明だが、彼と真島との戦いが一瞬だけ描かれた。

### BraVe
古澤礼司
格闘技イベント会社「D＆T」の社長にして、総合格闘技イベント「BraVe」のコーディネーター。元シグマ・エンターテインメント日本支社副社長。
真島の6年間について何らかの情報を持っており、彼を様々な手段で翻弄している。狂気で人を絡め取り、支配する事に長けている。
政財界の大物だった祖父を持ち、その祖父から莫大な資金を受け継いでいる上に政財界に強いパイプを持っている。その為、日本国内で彼を法で裁く事は出来ない。
片岡瑠衣、榎田泉
ともに古澤の秘書。柳瀬ミツルの回想で古澤から顔が変形する程の暴力を受けている描写が存在している。現在は古澤の性処理も行っている程、彼に支配されている。
榎田は初試合を終えた三浦を抱きしめ、その勝利を称えている。
ゲイリー、フランク
古澤の護衛をしている二人の大男。古澤の事を恐れて従っている。古澤の事を嗅ぎ回るジャーナリストの森を殺そうとした所を現れた真島に叩きのめされる。
矢作
古澤の配下。古澤がミツルに己の狂気を見せ付けている際、小学生だった亜利雛を彼らの居る部屋に連れてきたドレッドヘアーの男。日本拳法の使い手で三浦以上月形未満の強さを持っている。真島の病室に居た亜利雛の目の前に6年振りに現れ、彼女の服を破った後に拉致しようとした。独断で亜利雛に不埒な行為をした為、片岡から「亜利雛が好み」とからかわれる。
堤獣蔵
ヘル・ライオンジム所属。現在ウェルター級の総合格闘家。三浦とは何かと因縁を持っている。
柳瀬ミツル
亜利雛の兄で彼女を溺愛している。真島よりも2歳年上。ヘル・ライオンジム所属の総合格闘家。外国人の強豪とも十分に渡り合える実力者。
古澤の命令で真島に対して彼の過去に対する思わせ振りな言動で翻弄するが、本人は何も知らない。真島に6年前から憧れており、その憧れを古澤に利用される。古澤の狂気を目の当たりにした際、近くの遊園地で遊んでいた亜利雛を巻き込んでしまう。その出来事によって亜利雛はその特異な能力を目覚めさせてしまう。
陣内流の弱点である寝技を駆使し、真島と熱戦の末に敗れるが、憧れの真島にその実力と心根を認められた事で友人となる。古澤の事は恐ろしいが、真島の事を見捨てるつもりは無い様である。ジョナサンとの試合で真島のセコンドとして参加している。
ジョナサン・キートン
古澤が真島の試合相手として呼び寄せたヴリルランド帰りの格闘家。4年前に真島とヴリルランドの通路ですれ違い、土武朗と闘った事がある。元ラガーマンでイングランド代表だったが、10年程前に相手選手を試合中に凄まじい暴行を加えて追放処分となる。

### その他
沢村 奈月
美沙の親友で真島の同級生。当初、真島の事を不良と恐れていたが、彼の人柄を知って打ち解ける。
陣内流道場を溜まり場にしており、真島達と食事を共にしたりと、美沙よりも出番が多い。光臨館の大会で出会った津村に好意を寄せていた。
『真島、爆ぜる！』から三浦の恋人。デザイナー志望。高校卒業後、専門学校の学費を稼ぐ為に水商売をしていた。高校時代は三浦に興味が無かったが、真島が帰って来る一年前程にヤクザに絡まれている所を偶然、再会した三浦に助けて貰ったのがきっかけで彼と付き合う事となった。
ステラ・フランシスコ・神崎
神埼の娘で月形の幼馴染。電車に痴漢に遭っていた処を真島に助けられてから彼に対して好意を寄せる。美沙と仲が悪い。月形の事を「チェリオ」と呼んでいる。光臨館の大会以降、月形と一緒に道場に居候していた。
続編『真島、爆ぜる!!』ではブラジルに戻っている為、登場しない。
真島 キク
73歳。真島零の祖母。年齢のわりに活発。かなりの相撲好きらしく明星山と零が闘った時は明星山のほうを応援していた。
久保田 忠男
雑誌「フリー・ファイト」の記者。
早くから真島の才能を見抜き、大会以降彼を追いかけて記事にする。非公開で行われた「真島×観月」戦では唯一部外者として立会った。
『真島、爆ぜる！』では、功績が認められ、編集長に昇格する。
柳瀬亜利雛
『真島、爆ぜる！』のヒロイン。幼げな顔立ちと小柄で華奢な体躯をしたギャル系の美少女。達観した様な寡黙な表情と真島に対して見せる歳相応の少女の顔といった二面性を持ったミステリアスな性格。真島と一緒に彼の携帯電話を買いに行ったりと彼との距離を急速に縮めている。触れた人間の深層心理、いうなれば本人自身も気がついていない「心の扉」の先を垣間見る能力を持っている女子高生。優れた記憶力を持っているが、それ故に悩みも多い。小鹿から真島にとって必要な存在かもしれないと感じられている。
格闘家をしている兄『美都留』の影響を受け、彼と共に『真島クンすっとばす!!』の時代から真島に憧れていた。その為、兄が持っていた真島関連の記事は全て記憶している。当初は三浦に「松原菜々子に似ている」と言われ、不信感を抱かれていた。その後、自身をスカウトした芸能プロダクションの社長の口から「松原菜々子」の名前が出た事をきっかけに芸能界入りする。
上記の出来事から芸能界入りして「BraVe」のリポーターとして試合に関わる事となる。ニードルとの試合でトランス状態となった真島を大声で呼びかけて正気に戻している。
真島と出会った時に彼に下駄で足を踏まれる。その為、初登場時にギャグが入った怒り顔をしていた。ちなみにその時の髪型は前髪をオールバックにしたポニーテールである。登場当初からミツルの試合後まで冬美という友達と一緒に行動している。
K
帰国した真島に付きまとい何かを探そうとする謎の隻眼の男。イスラエルの格闘術≪クラヴ・マガ≫を自在に操る、かなりの手練れである。
BraVe決勝戦後、真島達にFBIの捜査官である事と「イースターエッグ殺人事件」を追っている事を明かす。日系三世で本名は「ケビン・カワグチ」。デビット・チャンの命令で真島をスパイした松原菜々子をチャンに近づけさせていた彼女の本当の恋人でもある。
岡本照子
雑誌「フリー・ファイト」の編集者。
「陣内番」として真島を取材する。オカルトネタが大好き。
森
フリーの格闘ライター。元プロレス担当。
『真島、爆ぜる！』では、道場破りの集団の一味として、陣内流道場に押し入った。彼の書いた記事で桜井館長を始めとした人々が真島の帰還を知る事となった。
後に古澤の部下に襲われている時、彼の情報を目的とした真島達に助けられる。そして、自分が知っている古澤の情報を真島達に伝える。
小鹿順平
精神科医。「小鹿心療クリニック」の院長。小柄な体躯で小動物の様な愛嬌を持った中年男性。高円寺駅のホームで不良に暴行を受けていた処を真島に助けられた事で知り合う。真島の主治医として彼をサポートする。『洗脳殺人と星条旗』の著者。
メグちゃん
銭湯「柏の湯」の一人娘。本名は「柏原恵」。新道場のマスコット的存在。暴漢に襲われるが、真島に助けられる。新道場は彼女の祖父が経営していた銭湯を改装した建物である。年齢6歳の幼稚園児であり、真島にとって過ぎ去った時間を実感させる象徴でもある。真島が古澤から渡された優勝ベルトの仕掛けを偶然、解いてしまう。
柏原幸吉
新道場のオーナーであり、メグちゃんの祖父。眼鏡を掛けた穏やかな容姿と性格をした老人。暴漢に襲われた孫を助けた真島の勇姿を「侍」と表現し、彼に対して敬意と信頼の念を寄せている。格闘家を「ゴロツキ」呼ばわりし、家賃滞納を理由に一方的に真島達を追い出した旧道場の大家とは、性格も見た目も対照的な人物である。
門田安広
真島が高校入学直後に絡んできた先輩の不良。真島と三浦が友人となったきっかけを作った人物である。「バリソンナイフ」を振り回している。赤竜塾の高見同様に劇中に描写されていない間に真島を応援する様になり、彼が日本を発つ際、見送りに来た。
『真島、爆ぜる！』では芸能プロダクション「ばたふらいプロダクション」の社員として亜利雛をスカウトし、彼女のマネージャーとなる。モンサワンの事件の際、事件現場の近くに居り、陣内流の構えをした男性を目撃している。
蝶野義夫
亜利雛の所属する「ばたふらいプロダクション」の社長。「松原菜々子」の元マネージャーで彼女が失踪した所為で所属していた大手プロダクションを解雇された経歴を持っている。
高見安志
高円寺駅のホームで小鹿先生に対して仲間と一緒に暴行を加えていた処を真島に制裁される。6年前に中学生だったので19〜21歳と推測される。父親を公衆の面前で真島に叩きのめされた事から真島と父親の両方に屈折した感情を持っている。殺し合い同然のクラブ・ファイトに出ていたのだが、真島に制裁されてからVという薬物に手を出してしまう。高見から頼まれて助けに来た真島から父親の想いを聞いた。
ジャック・ドノバン
カズのアメリカ時代のタッグパートナーであり、生涯の友であった男性。故人。非常に前向きで心優しい男性。GIGAで土武郎に敗れたバズ・アクロイドの弟子でGIGAに参戦して陣内流と戦う事を希望していた。GIGA参戦が決まり、カズとのタッグを解散させる為の試合で大怪我をしてしまい、二度とリングに立てない体となってしまう。「怪我は覚悟の上」とカズを恨まず、前向きにリハビリをしていたが、ある朝に死体で発見される。カズやKは、何者かに投身自殺に見せ掛けられて殺害されたと確信している。後に真島が思い出した2年前の出来事からヴリルランドで行われた試合でバズが敗北した事から彼の「ソウルパートナー」として殺害された事が判明した。
辻堂康介
戦後数十年、日本の財政界を裏で操っていたと言われる人物で古澤礼司の祖父。「力豪山」という人気レスラーのスポンサーとして表舞台で活躍していた。戦中から欧米人の愛人が存在し、その女性との間に儲けた隠し子が古澤の親である。戦中で様々な国から資金を調達し、総額6000億円以上に上る。古澤からは嫌悪されている。

## 関連商品

### 書誌情報
陣内流柔術武闘伝 真島クンすっとばす!!
集英社。ジャンプコミックス。全15巻。
1. 世界最強の格闘家　1995年7月4日　ISBN 9784088720111
2. 緒戦突破!!　1995年10月4日　ISBN 9784088720128
3. 陣内流柔術の秘密　1995年12月1日　ISBN 9784088720135
4. ケンカ勝負!!　1996年2月2日　ISBN 9784088720142
5. 怒れる獅子　1996年4月4日　ISBN 9784088720159
6. 命を刻め!!　1996年6月4日　ISBN 9784088720166
7. 伝説を越えろ!!　1996年9月4日　ISBN 9784088720173
8. 脅威の内股!!　1996年12月2日　ISBN 9784088720180
9. 柔術の「一本」　1997年2月4日　ISBN 9784088720197
10. ミスター・チャン現る!　1997年4月4日　ISBN 9784088720203
11. 土俵からの参戦者!　1997年6月4日　ISBN 9784088721514
12. 死力の末に…　1997年8月4日　ISBN 9784088721521
13. 東京ドーム決戦!!　1997年10月3日　ISBN 9784088721538
14. 必殺の凶器!!　1997年12月1日　ISBN 9784088721545
15. 格闘家の夢へ!!　1998年3月4日　ISBN 9784088725161

宙出版。宙コミック文庫。全9巻。文庫版。
1. 2006年11月24日　ISBN 9784776793038
2. 2006年11月24日　ISBN 9784776793045
3. 2006年11月24日　ISBN 9784776793052
4. 2006年12月14日　ISBN 9784776793069
5. 2006年12月14日　ISBN 9784776793076
6. 2006年12月14日　ISBN 9784776793083
7. 2007年1月18日　ISBN 9784776793335
8. 2007年1月18日　ISBN 9784776793342
9. 2007年1月18日　ISBN 9784776793359

日本文芸社。ニチブンコミックス。全10巻。愛蔵版。
1. 2010年7月28日　ISBN 9784537126235
2. 2010年8月20日　ISBN 9784537126303
3. 2010年9月28日　ISBN 9784537126426
4. 2010年10月28日　ISBN 9784537126556
5. 2010年11月27日　ISBN 9784537126716
6. 2010年12月27日　ISBN 9784537126914
7. 2011年1月28日　ISBN 9784537127119
8. 2011年2月28日　ISBN 9784537127201
9. 2011年3月28日　ISBN 9784537127263
10. 2011年4月28日　ISBN 9784537127355

この他、廉価版が宙出版ミッシィコミックスにて2005年に全7巻、日本文芸社Gコミックスにて2014〜2015年に全4巻発行されている。
陣内流柔術流浪伝 真島、爆ぜる!!
日本文芸社。ニチブンコミックス。全21巻。
1. 2009年10月28日　ISBN 9784537125146
2. 2010年3月20日　ISBN 9784537125764
3. 2010年7月28日　ISBN 9784537126228
4. 2010年10月28日　ISBN 9784537126631
5. 2010年12月27日　ISBN 9784537126969
6. 2011年5月28日　ISBN 9784537127447
7. 2011年9月28日　ISBN 9784537127881
8. 2011年12月28日　ISBN 9784537128376
9. 2012年5月28日　ISBN 9784537128871
10. 2012年9月28日　ISBN 9784537129366
11. 2012年12月27日　ISBN 9784537129793
12. 2013年5月29日　ISBN 9784537130362
13. 2013年10月28日　ISBN 9784537130782
14. 2013年12月28日　ISBN 9784537131154
15. 2014年6月28日　ISBN 9784537131796
16. 2015年1月29日　ISBN 9784537132564
17. 2015年7月29日　ISBN 9784537133172
18. 2016年3月28日　ISBN 9784537134223
19. 2016年10月28日　ISBN 9784537135039
20. 2017年6月29日　ISBN 9784537135985
21. 2021年10月7日　ISBN 9784537144178

### ドラマCD
『陣内流柔術武闘伝 真島クンすっとばす!! ドラマCD』が、日本クラウンより発売されている。
- Vol.1　1998年1月21日　規格品番 CRCP-15516
- Vol.2　1998年5月21日　規格品番 CRCP-15532

### ゲーム
『最強×激闘 真島クンすっとばす!!』のタイトルでソーシャルゲーム化され、2012年2月2日よりクルーズがMobageより提供（フィーチャーフォンとスマートフォン両対応）。すでに配信は終了している。